# Josephine Keiser

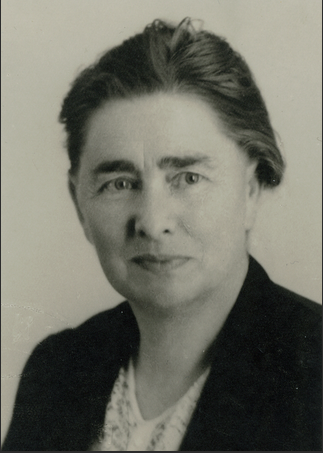
Josephine Keiser (ca. 1910)

Josephine Keiser (* 12. Februar 1875 in Flüelen; † 30. Juni 1967 in Zug) war eine Schweizer Gründerin, Präsidentin und Direktorin bedeutender karitativer Einrichtungen und Institutionen für Gesundheit und Bildung. Sie nahm leitende und beratende Funktionen in Frauenvereinigungen und Sozialinstitutionen wahr, um das Bildungs- und Gesundheitswesen der Stadt und des Kantons Zug voranzutreiben, und legte in Zug den Grundstein für Sozialhilfe.

## Leben
Josephine Keiser wurde als Tochter von Karl Keiser und Berta Henggeler aus Unterägeri geboren. Karl Keiser diente in jungen Jahren als Hauptmann der päpstlichen Dienste in Rom und kehrte nach der Aufhebung des Kirchenstaates im Jahre 1870 nach Zug zurück. Dort übernahm er das Kommando über die internierten Franzosen der Bourbaki-Armee. Berta Henggeler absolvierte in Luzern die Hotelfachschule, bevor das Ehepaar die Direktion des Hotels «Urnerhof» in Flüelen übernahm. Die Familie zog nach Luzern, wo die Eltern eine Weinhandlung eröffneten. In Luzern verbrachte Josephine Keiser ihre Kindheitsjahre, bevor sie mit 11 Jahren eine standesgemässe höhere Mädchenbildung im katholischen Mädcheninstitut von Menzingen erhielt. Mit 15 Jahren wurde sie zurück in ihr Elternhaus geholt, damit sie im Haushalt mitarbeiten und den erkrankten Vater pflegen konnte. Nach dem frühen Tod ihres Bruders und des Vaters zog die Mutter 1891 mit Josephine und dem Sohn Karl Wolfgang nach Zug in das Vaterhaus Stella Maris an der Artherstrasse. 1891/1892 lernte Josephine Keiser ein Jahr die italienische Sprache am Institut San Lorenzo in Sondrio. Sie blieb bewusst ledig – einen Heiratsantrag lehnte sie ab – und unterstützte ihren Beichtvater Carl Müller bei der Sonntagsvereinigung junger Mädchen. Keiser starb im Alter von 93 Jahren in Zug.

## Wirken
Keiser erkannte die Notwendigkeit für Schutz, Fürsorge und Weiterbildung von Frauen und machte dies vor dem Hintergrund einer christlichen Grundhaltung zu ihrer Lebensaufgabe.
Für bürgerliche Frauen wie Keiser gab es bis ins 20. Jahrhundert hinein fast keine standesgemässe Berufsausbildung und Erwerbsmöglichkeiten. Die Erschliessung neuer Tätigkeitsfelder für Frauen und die Etablierung spezifischer Berufsausbildungen gehören zu den wesentlichen Aufgaben der Frauenvereine seit Ende des 19. Jahrhunderts. Als ledige Frau aus dem Bürgertum engagierte Keiser sich in den katholischen Frauenvereinen der Stadt und des Kantons Zug.
«Vor allem Frauen aus der besser bemittelten bürgerlichen Schicht – gebildet, oft mit einem beruflich arrivierten Mann verheiratet und mit Dienstpersonal im Haushalt – verfügten über die Ressourcen, sich außer Haus gesellschaftlich in leitender Position zu engagieren.» Damit vollzog Keiser die vor 1914 vom Klerus des katholischen Zug dem weiblichen Geschlecht zugewiesenen Aufgaben im sozial-karitativen Bereich der Fürsorge für Kranke und Arme, der Hauswirtschaft und Kinderbetreuung, die der traditionellen Rollenverteilung entsprachen.

### Genossenschaft Marienheim und Töchterfortbildungs- und Haushaltungsschule Santa Maria
1905 gründete Josephine Keiser gemeinsam mit anderen Frauen aus den katholischen Frauenvereinen in Zug die Genossenschaft Marienheim am Zugersee.

«Das Ziel der Genossenschaft war die Gründung eines katholischen Mädchenheims, in dem in erster Linie Fabrikarbeiterinnen, also Frauen aus den unteren sozialen Schichten, die als Fremde nach Zug kamen, aber auch Lehrtöchter und stellenlose Dienstmädchen eine preiswerte Unterkunft finden sollten.»

Im April 1906 zog die Genossenschaft in den «Seehof» ein. Damit Frauen ihrer «eigentlichen» Aufgabe als Ehefrau, Hausfrau und Mutter nachgehen konnten, eröffnete die Genossenschaft Marienheim im Jahre 1909 die erste Haushaltungsschule des Kantons Zürich, die «Töchterfortbildungs- und Haushaltungsschule Santa Maria», die von den Schwestern vom Heiligen Kreuz in Menzingen mit Unterstützung von Josephine Keiser geführt wurde. Sie richtete sich an junge Frauen, die später eine Stelle als Dienstmädchen in einem bürgerlichen Haushalt annehmen oder als Hausfrau einen eigenen Haushalt führen würden. Damit wurde der Beruf Hausfrau geschaffen. Man sah darin einen wesentlichen Beitrag zur Vermeidung von Armut in den unteren sozialen Schichten und zur Lösung sozialer Probleme wie den Alkoholkonsum.

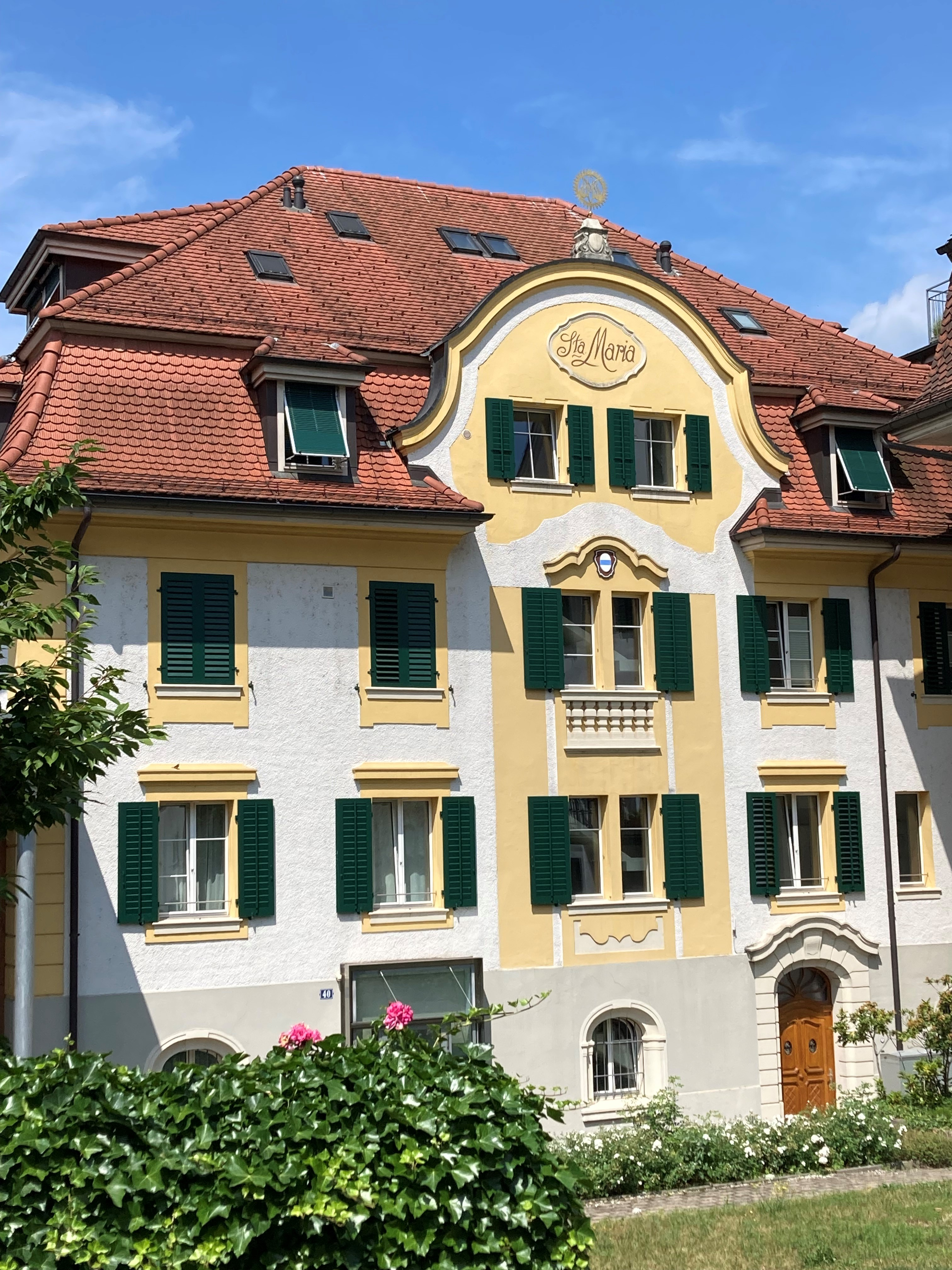
Santa Maria am Zugersee

Santa Maria bot «Kurse im Weissnähen, Flicken, Waschen, Glätten, Kleidermachen und vor allem Kochen und Haushaltskunde mit Anleitungen zur Planung von gesunden Mahlzeiten, zu Einkauf und Aufbewahrung der Lebensmittel, Buchführung bis hin zu guten Tischmanieren an». Die Schülerinnen erhielten auch «Unterricht im Fach Gartenbau»
Aus der Hausordnung des Marienheims geht hervor, dass die Bewohnerinnen «im Sinne bürgerlicher Normvorstellungen zu Sauberkeit, Ordnung, Sparsamkeit und Sittlichkeit erzogen werden sollten». Santa Maria wurde für Generationen von Frauen zu einem wichtigen Ausbildungsort. Josephine Keiser war von 1908 bis 1965 Präsidentin des Marienheims, von 1865 bis zu ihrem Tod Ehrenpräsidentin. Von 1908 bis 1967 war sie zudem Stiftungsrätin.

### Schweizerischer Katholischer Frauenbund
Josephine Keiser war Mitglied des Zentralkomitees des im Jahre 1912 gegründeten Schweizerischen Katholischen Frauenbundes. Laut dem ältesten Dokument im Pfarreiarchiv fand am 4. März 1913 die erste protokollierte Vorstandssitzung des Zuger Kantonalen Frauenbundes statt, in der Keiser als Kassiererin gewählt wurde. Der Frauenbund verfolgte innovative Ansätze, z. B. Einführung des obligatorischen Hauswirtschaftsunterrichts und der Berufsberatung für Mädchen und Frauen. Ab 1915 erarbeitete der Frauenbund eine Anleitung, wie Frauen – ermächtigt durch das neue Zivilgesetzbuch von 1907 – Vormundschaften übernehmen können. Ab 1917 bot Keiser beim Frauenbund eine Berufsberatung für Frauen an. Eine weitere Aktion war die «Soldatenweihnacht 1915», bei der Geld und Naturalien gesammelt und in den Gemeinden abgegeben werden konnten.

### Weitere Aktivitäten
Ausserdem war Keiser 1895 Mitbegründerin und Präsidentin der Marianischen Jungfrauen-Kongregation (zusammen mit Carl Müller) und viele Jahre Präsidentin des Katholischen Mädchenschutzvereins (später pro Filia) im Kanton Zug. Zudem war sie Mitbegründerin und Kassiererin im Frauenhilfsverein in Zug.
Zusammen mit Carl Müller war Keiser im Jahre 1910 Gründerin und Leiterin des «Vereins für Kranken- und Wochenpflege im Kanton Zug» und war dort langjährige Präsidentin.
1921 war Keiser Mitbegründerin und Oberin im «Schwesternbund Unserer Lieben Frau vom Orden des hl. Franziscus» im Spital Liebfrauenhof in Zug (auch als Zugerschwestern oder Liebfrauenschwestern bekannt). Bis zum Abriss der Klinik im Jahre 1998 erblickten dort viele Generationen das Licht der Welt.
Keiser war Mitinitiantin der Familienhelferinnen, der Pflegerinnenschule, der Schwesternschule im Schwesternhaus und des Wöchnerinnen- und Kinderheimes Waldheim und wirkte bei Pro Juventute mit. Weiter arbeitete sie als Inspektorin für die kantonalen Arbeits- und Hauswirtschaftsschulen.
Unter Keisers Mitwirkung wurden bedeutende Bauten gebaut, gekauft oder erweitert: Marienheim, Schwesternhaus an der ehemaligen Kasernenstrasse, Waldheim in Zug, die beiden Kliniken Liebfrauenhof in Zug und Santa Chiara in Locarno, Wohnhaus Villa Theresia in Zug, Einsiedlerhof in Einsiedeln, Mütterheim Aurora Locarno, Schwesternheim Waldhus und Wohnheim Maihof Zug.